# Norwegian International 1993
Die Norwegian International 1993 im Badminton fanden vom 12. bis zum 14. November 1993 in Sandefjord statt.

## Sieger und Platzierte
| Disziplin    | Gold                              | Silber                                | Bronze                                    |
| ------------ | --------------------------------- | ------------------------------------- | ----------------------------------------- |
| Herreneinzel | Henrik Bengtsson                  | Tomas Johansson                       | Jan Jørgensen                             |
| Herreneinzel | Henrik Bengtsson                  | Tomas Johansson                       | Robert Liljequist                         |
| Dameneinzel  | Karin Ericsson                    | Catrine Bengtsson                     | Lotte Thomsen                             |
| Dameneinzel  | Karin Ericsson                    | Catrine Bengtsson                     | Elena Rybkina                             |
| Herrendoppel | Thomas Damgaard Jan Jørgensen     | Christian Ljungmark Stellan Österberg | Erik Lia Trond Wåland                     |
| Herrendoppel | Thomas Damgaard Jan Jørgensen     | Christian Ljungmark Stellan Österberg | Árni Þór Hallgrímsson Broddi Kristjánsson |
| Damendoppel  | Catrine Bengtsson Kristin Evernäs | Helene Kirkegaard Rikke Olsen         | Sissel Linderoth Lillian Olavesen         |
| Damendoppel  | Catrine Bengtsson Kristin Evernäs | Helene Kirkegaard Rikke Olsen         | Tove Hol Camilla Silwer                   |
| Mixed        | Trond Wåland Camilla Silwer       | Rikard Rönnblom Rikke Olsen           | Sverre Bergland Sissel Linderoth          |
| Mixed        | Trond Wåland Camilla Silwer       | Rikard Rönnblom Rikke Olsen           | Thomas Damgaard Helene Kirkegaard         |